# Фонтанелато
Фонтанелато је насеље у Италији у округу Парма, региону Емилија-Ромања.
Према процени из 2011. у насељу је живело 3897 становника. Насеље се налази на надморској висини од 44 м.

## Становништво
Према резултатима пописа становништва 2011. у општини је живело 6.963 становника.
| 1951. | 1961. | 1971. | 1981. | 1991. | 2001. | 2011. |
| ----- | ----- | ----- | ----- | ----- | ----- | ----- |
| 7.523 | 6.879 | 6.223 | 6.131 | 6.109 | 6.338 | 6.963 |

## Партнерски градови
- Falköping Municipality, Кислег, Wells